# Kombibahnsteig

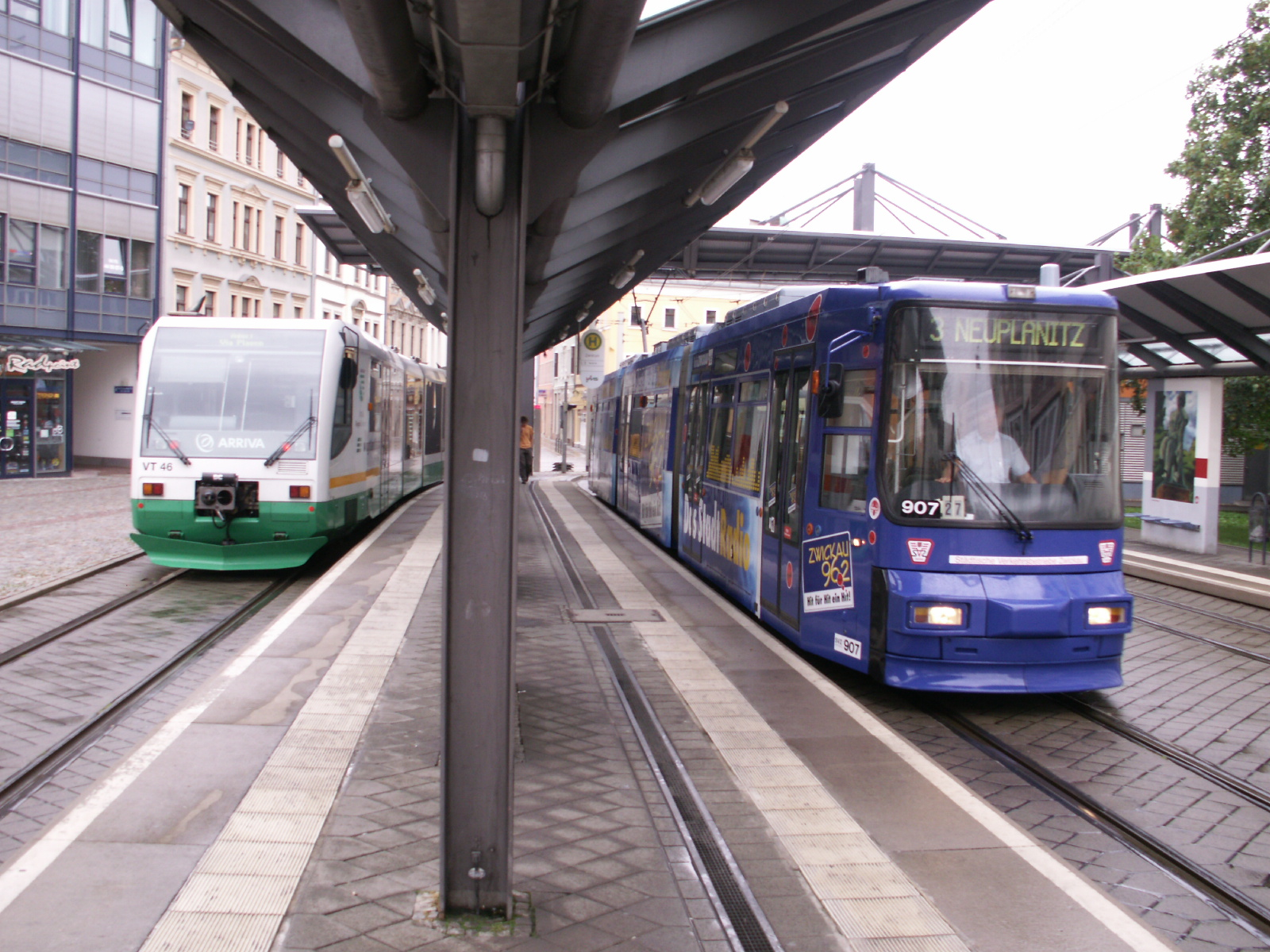
Kombibahnsteig zwischen Vogtlandbahn und Straßenbahn Zwickau an der Haltestelle Zwickau Zentrum

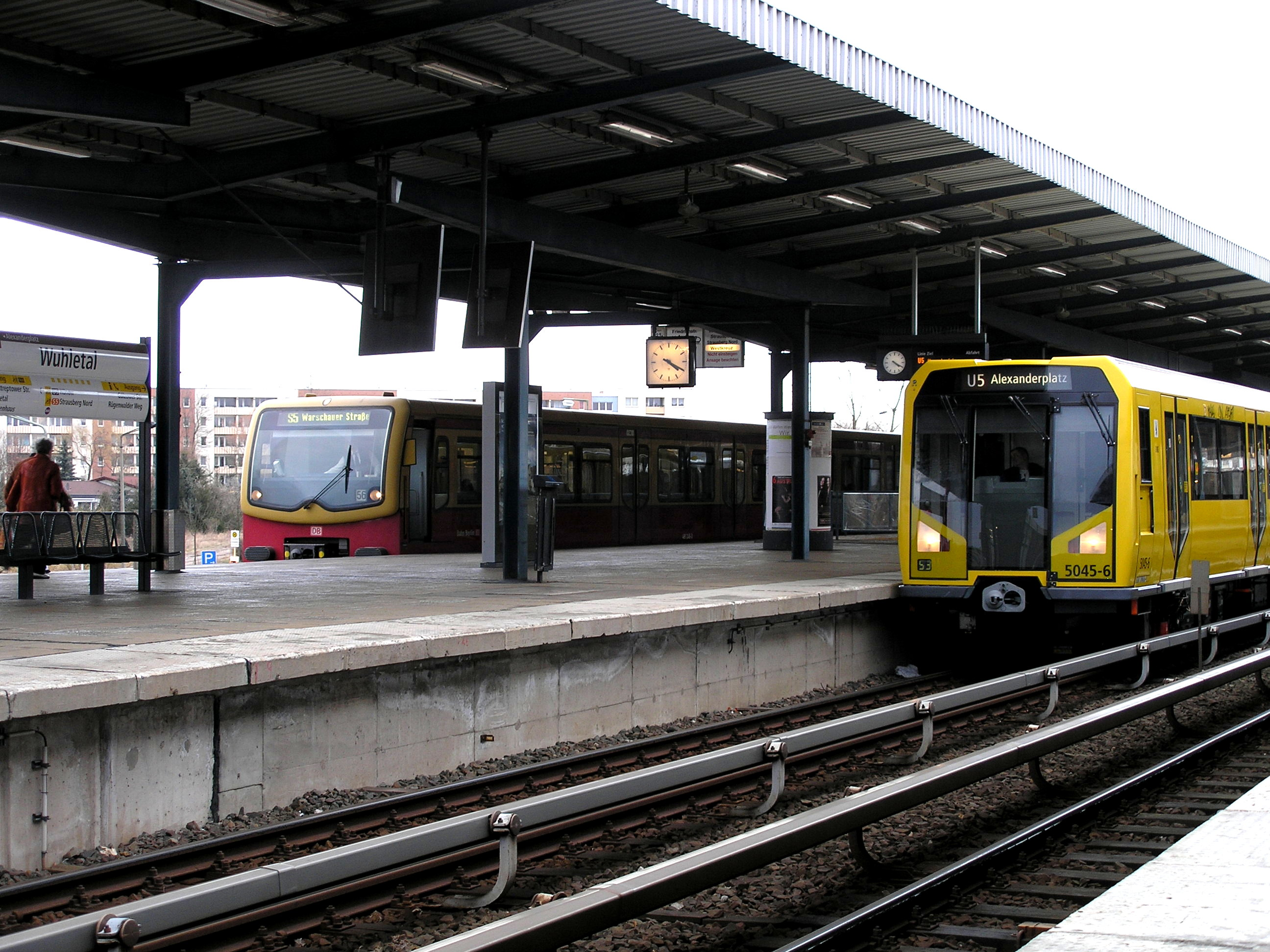
Berliner S- und U-Bahn (Wuhletal)

Ein Kombibahnsteig oder Kombinationsbahnsteig ist ein Bahnsteig für verschiedene Verkehrsmittel, die unterschiedliche Anforderungen an Fahrweg und/oder Bahnsteighöhe haben. Es handelt sich um eine verhältnismäßig junge, aber mittlerweile populäre Idee zur besseren Verknüpfung von öffentlichen Verkehrsmitteln.
Typischerweise versteht man darunter einen Mittelbahnsteig, bei dem an einer Kante ein Schienenverkehrsmittel (Eisenbahn, U-Bahn, Stadtbahn oder Straßenbahn) hält, auf der anderen Seite aber Busse (ggf. unter einem gemeinsamen Bahnsteigdach). Idealerweise sollte dadurch der Umstieg aus einem Eisenbahn-, Stadtbahn- oder Straßenbahnwagen in einen Niederflurbus erfolgen können, ohne dass auch nur eine einzige Stufe überwunden werden muss.
Wenn man auf der „Busseite“ straßenbündig verlegte Straßenbahngleise vorsieht, kann der Bahnsteig auch diese mit Stadtbahn bzw. Eisenbahn verknüpfen.
Bahnsteige mit mehreren Abschnitten unterschiedlicher Bahnsteighöhen werden auch als Kombinationsbahnsteig bezeichnet. Sie dienen dazu, stufenfreie Einstiege zu Fahrzeugen mit unterschiedlichen Einstiegshöhen an einem Gleis zu ermöglichen.

## Beispiele
zwischen U-Bahn, Stadtbahn und S-Bahn:
- Bahnhof Berlin Wuhletal (Dammlage, seit 1989, in der DDR erbaut)
- Bahnhof Frankfurt (Main) Konstablerwache (Tunnel, seit 1986)
- Bahnhof Köln-Chorweiler (Tunnel, 1973 mit Straßenbahn eröffnet, ab 1975 mit S-Bahn)
- Bahnhof Leinfelden (Oberfläche, seit Oktober 2015 gemeinsamer Bahnhof von Stadtbahn Stuttgart und S-Bahn Stuttgart)
- Bahnhof Mannheim-Rheinau (Oberfläche, gemeinsamer Haltepunkt S-Bahnlinie 9 und Stadtbahnlinie 1 der RNV)
- Bahnhof München-Neuperlach Süd (Dammlage/Brücke, seit 1980)
- Bahnhof Norderstedt Mitte (Tunnel/Einschnitt, seit 1996 gemeinsamer Bahnhof der U1 (U-Bahn Hamburg) und der A2 (AKN Eisenbahn; S-Bahn-ähnliche Vorortbahn))
- Bahnhof Wien Heiligenstadt (Oberfläche, seit 1987, gemeinsamer Bahnhof der U-Bahn-Linie U4 und der S-Bahn-Linie S45)
- U-Bahn-Station Längenfeldgasse (Einhausung, seit 1989, gemeinsame Richtungsbahnsteige für die Linie U4 und die stadtbahnähnliche Linie U6)

zwischen Eisenbahn / U-Bahn / S-Bahn und Bus / Straßenbahn:
- Haltepunkt Birkenfeld (Württ)
- Bahnhof Ettlingen Stadt
- Haltepunkt Höfen (Enz)
- Bahnhof Bad Herrenalb
- Bahnhof Bad Wildbad
- Bahnhof Bocholt
- Bahnhof Brilon Stadt
- Eschweiler Talbahnhof/Raiffeisenplatz
- Bahnhof Finnentrop
- Bahnhof Ingelheim
- Bahnhof Kleve
- Bahnhof Lüdenscheid
- Bahnhof/Bus Oerlinghausen
- Bahnhof Oberursel (Taunus)
- Bahnhof Rödermark-Ober Roden (Gleis 1: S1 und Busse)
- U-Bahn-Station Enkheim in Frankfurt am Main
- U-Bahn-Station Ginnheim in Frankfurt am Main
- U-Bahnhof Garching-Hochbrück
- Bahnhof Lebach (Saarbahn [S1]/RB 73 auf der einen und Bussteige A–F auf der anderen Seite)
- Bahnhof Lüneburg
- Bahnhof Kleinblittersdorf (Gleis 1: Saarbahn [S1] und Busse)
- Bahnhof Heddesheim OEG (siehe auch: Bahnstrecke Mannheim-Käfertal–Heddesheim)
- Bahnhof Schriesheim (siehe auch: Bahnstrecke Weinheim–Heidelberg)
- Bahnhof Großsachsen OEG (siehe auch: Bahnstrecke Weinheim–Heidelberg)
- Bahnhof Neuostheim OEG (siehe auch: Bahnstrecke Mannheim Kurpfalzbrücke–Edingen–Heidelberg)
- Bahnhof Münstertal (Schwarzwald)
- Bahnhof Stadtroda
- Mühlener Bahnhof in Stolberg (Rheinland)
- Haltepunkt Warnemünde Werft
- Bahnhof Winterberg (Westf)
- Bahnhof Kreuzlingen (Schweiz) (Gleis 1: S14 und Postautobusse)
- Wien Hauptbahnhof (Südtiroler Platz) (gemeinsamer unterirdischer Bahnsteig, seit 1969, von S-Bahn Wien und der U-Straßenbahn Wien)

zwischen Straßenbahn/Stadtbahn und Bus:
- Braunschweig Hbf (Vorplatz)
- in Saarbrücken
  - an den Saarbahn-Haltestellen Trierer Straße, Landwehrplatz und Hauptbahnhof
- mehrere Varianten im Netz der Geraer Straßenbahn;
  - Straßenbahn-Wendeschleife Bahnhof Zwötzen (Zug, Straßenbahn, Bus)
  - Umsteigehaltestelle Heinrichstraße
  - Umsteigehaltestelle Berufsakademie
  - Umsteigehaltestellen an der Stadtbahnlinie 1
- in Jena:
  - Haltestelle Burgaupark
  - Haltestelle Damaschkeweg
  - Haltestelle Jenzigweg
  - Straßenbahn-Wendeschleife Lobeda-Ost
  - Haltestelle Paradiesbahnhof West/Volksbad
  - Straßenbahn-Wendeschleife Winzerla
- Mainz Hbf (Vorplatz: Bus und Straßenbahn)
- in München:
  - Haltestelle Albrechtstraße
  - Haltestelle Amalienburgerstraße
  - Haltestelle Dall’Armistraße
  - Haltestelle Fasaneriestraße
  - Haltestelle Haidenauplatz
  - Haltestelle Hans-Thonauer-Straße
  - Haltestelle Kölner Platz
  - Haltestelle Parzivalplatz
  - Haltestelle Potsdamer Straße
  - Haltestelle Regerplatz
  - Haltestelle Scheidplatz
  - Haltestelle Siglstraße
  - Haltestelle Silberhornstraße
- Karlsruhe Hbf (Vorplatz: Bus, Straßenbahn und Stadtbahn)
- mehrere Varianten im Netz der Stadtbahn Hannover:
  - Altwarmbüchen (Linie 3)
  - Anderten (Linie 5)
  - Empelde (Linie 9)
  - Misburg (Linie 7)
  - Misburger Straße (Linie 4)
  - Vier Grenzen (Strecke A: Linie 3, 7, 9)[2]
  - Wettbergen (Linie 3+7)

[Da bei Straßenbahn und Bus beide Verkehrsmittel auf der Straße verkehren, gibt es hierzu Beispiele bei vielen Straßenbahnbetrieben.]

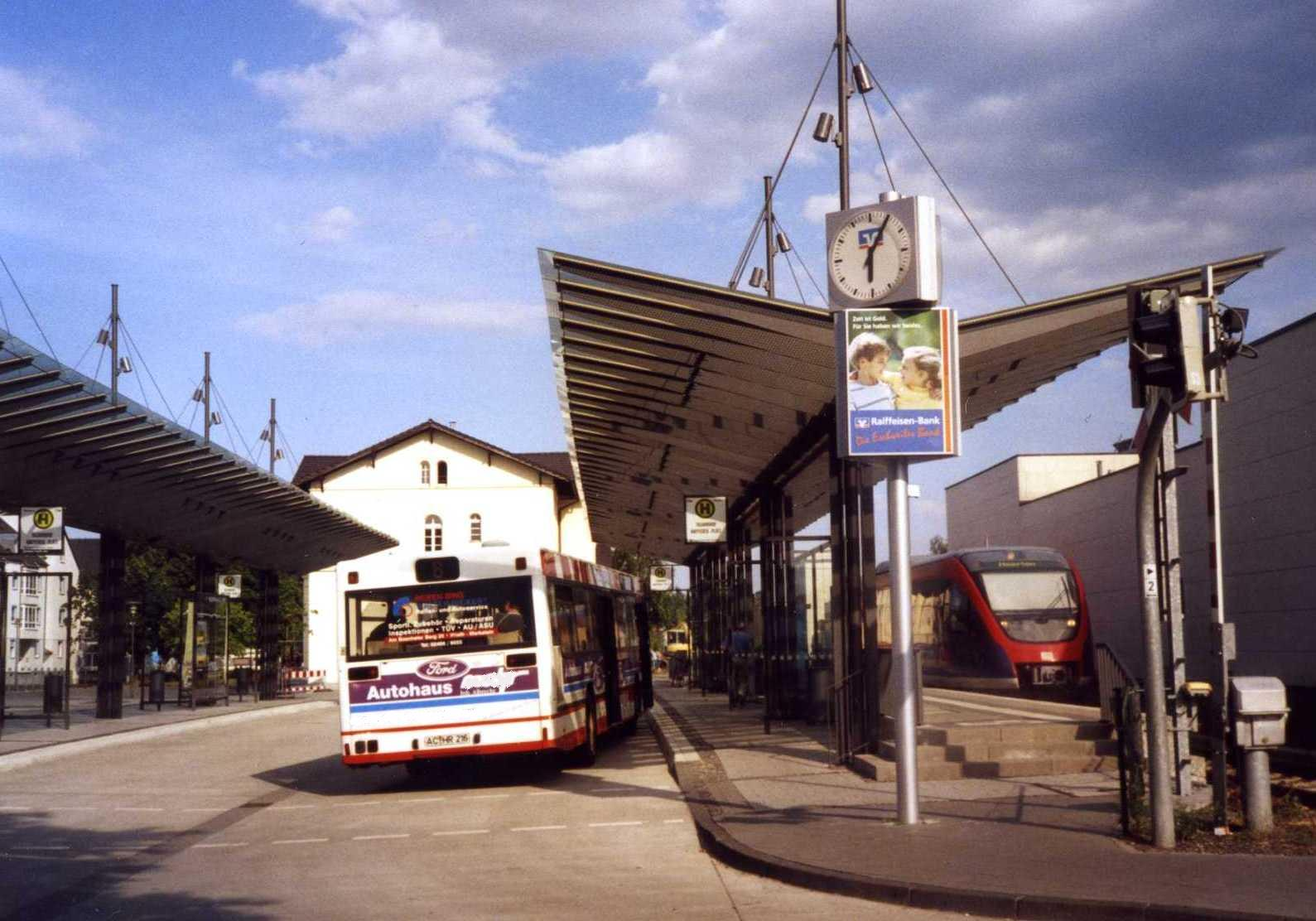
Euregiobahn
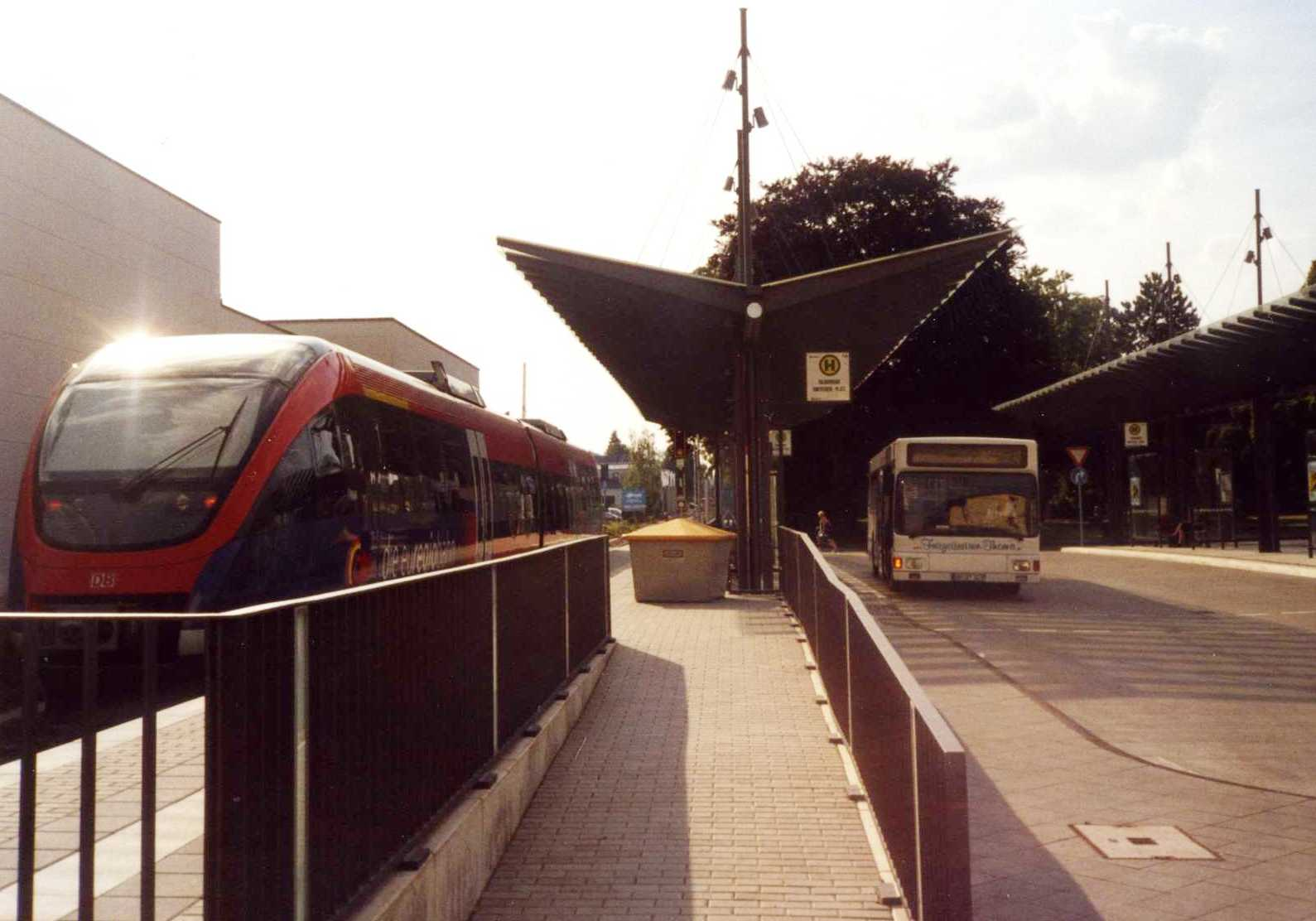
… mit barrierefreier Wegeführung
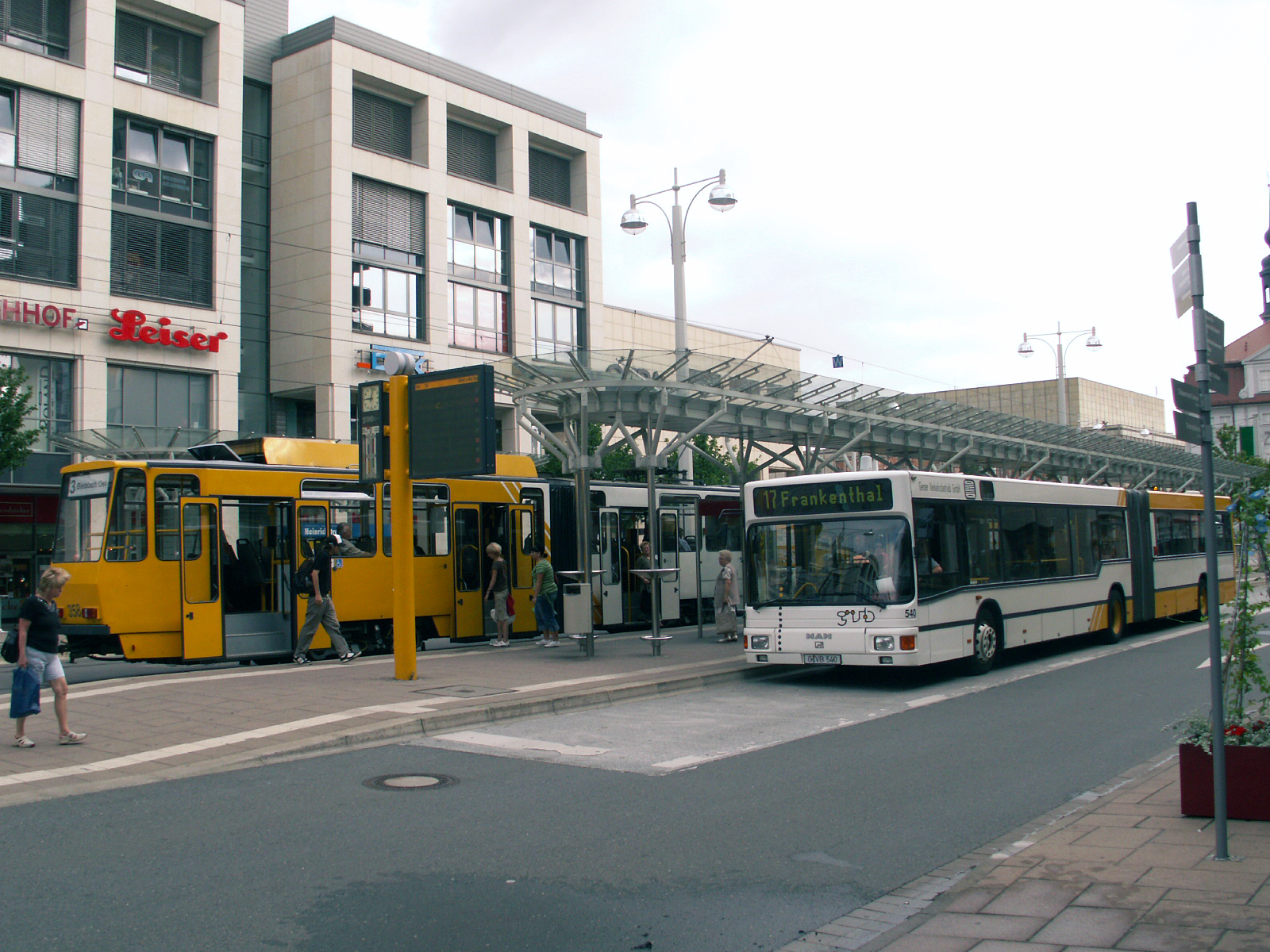
Geraer Straßenbahn und Bus
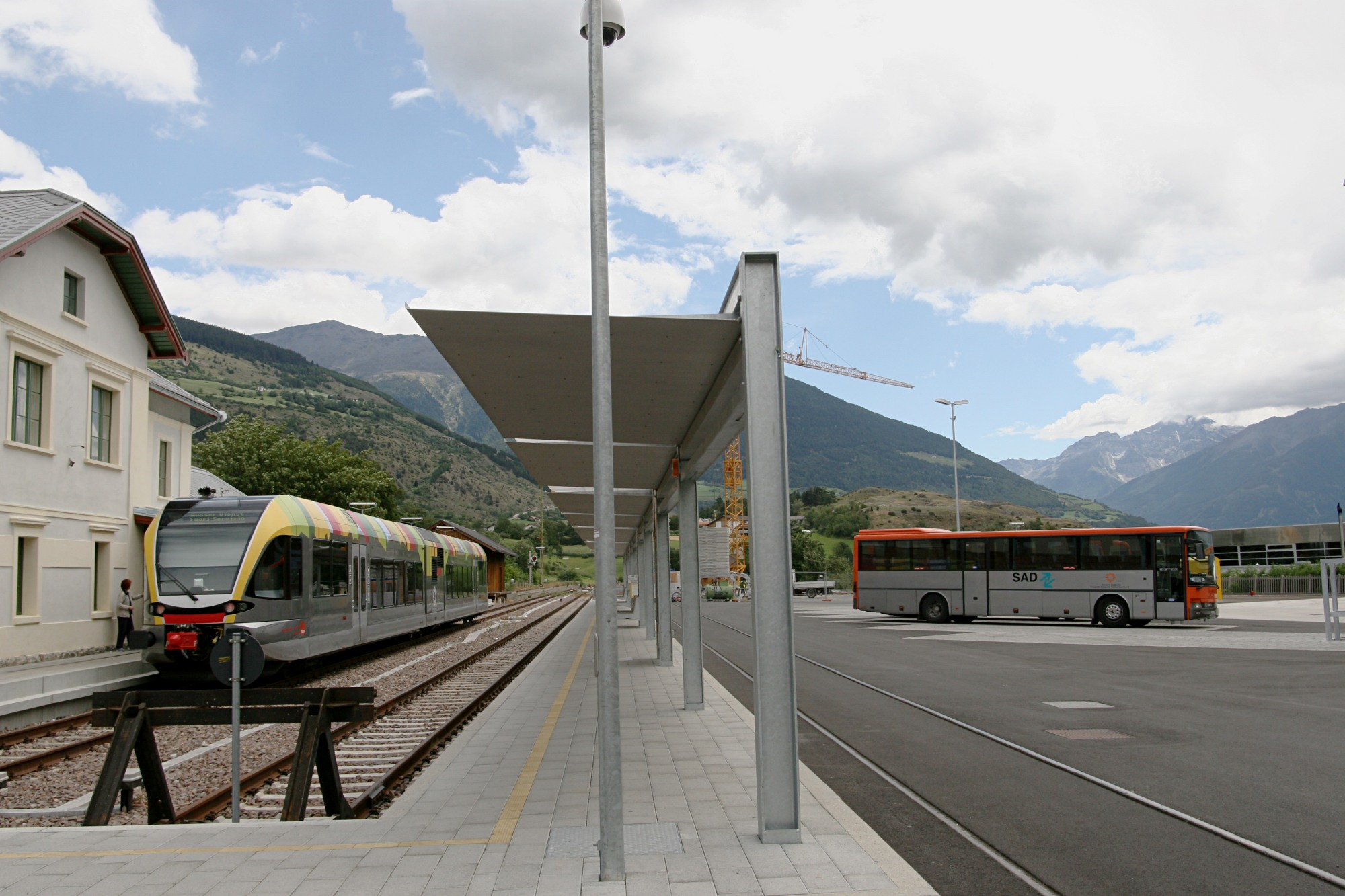
Vinschgerbahn
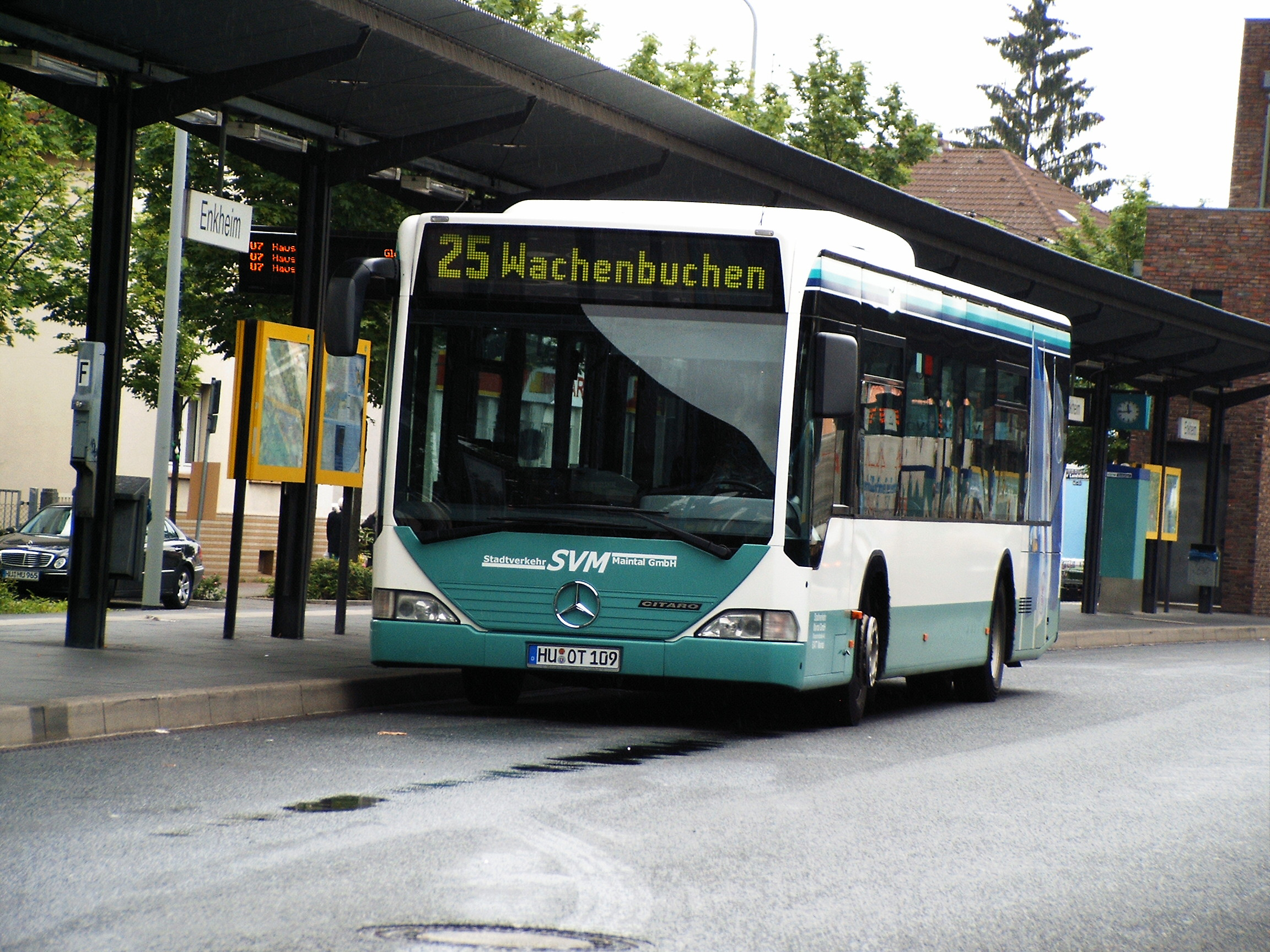
Bus und U-Bahn in Frankfurt am Main
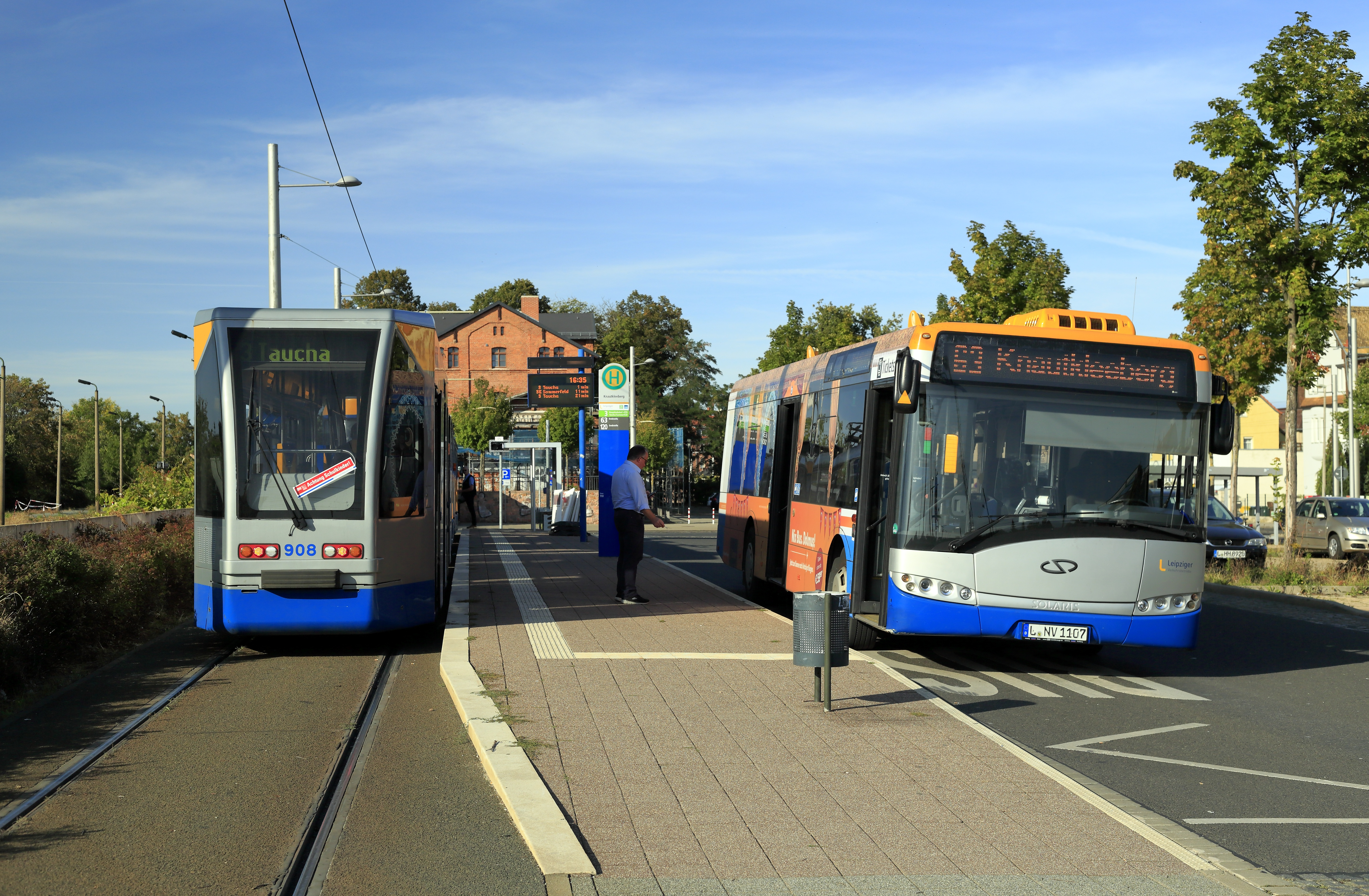
Linie 3 der Straßenbahn Leipzig in Knautkleeberg